# Amersfoort
Amersfoort er en by i de centrale Nederlandene, med et indbyggertal på 154.712 (pr. 30. april 2017). Byen ligger i provinsen Utrecht. Byen har et historisk centrum med en stor kirke i midten.

## Kultur
- Grand Theatre, hvor London Symphony Orchestra spillede i 1960, på sin første officielle turné i Holland.